# Utrechtsepoort (Amsterdam)

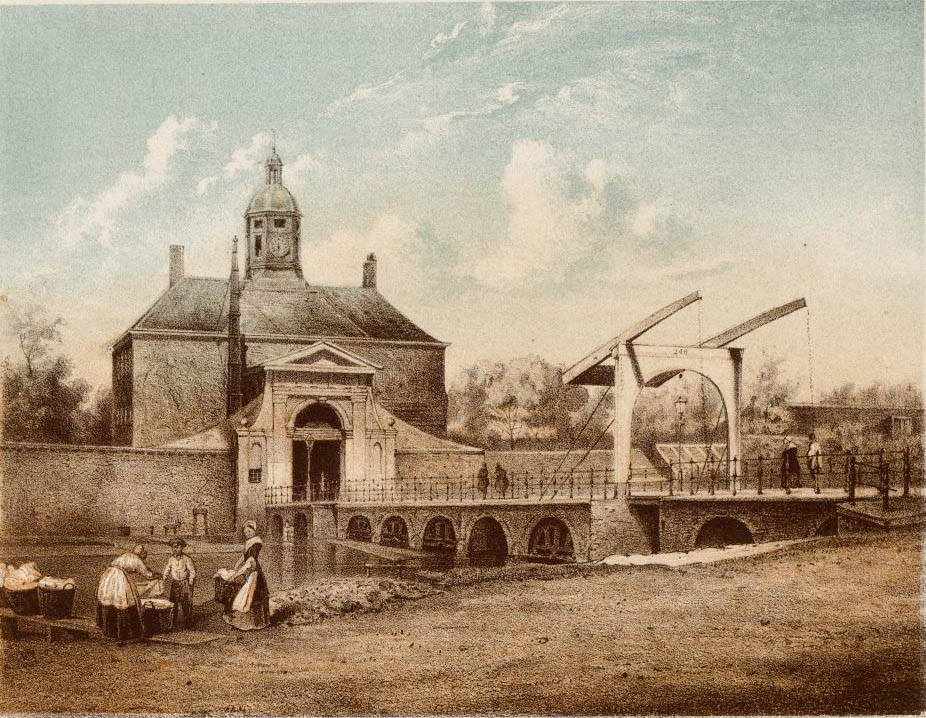
Een ingekleurde lithografie van Willem Hekking uit juli 1858 van de Utrechtsepoort.

De Utrechtsepoort was een van de acht toegangspoorten tot Amsterdam en werd gebouwd in 1664, na de aanleg van de Grachtengordel. De poort maakte deel uit van de vestingwerken van Amsterdam en was identiek aan de Weesperpoort en de Muiderpoort. Daardoor kon een vijand er niet uit afleiden op welke plek in Amsterdam hij zich bevond.
De poort verving de Derde Regulierspoort die na de stadsuitbreiding binnen de stad was komen te liggen. De stadspoort was gelegen aan de zuidkant van het Utrechtseplein, tegenwoordig het Frederiksplein. Bij de poort was de tapijtweverij van Weduwe Alexander Baert en Zoonen gevestigd.
De Utrechtsepoort werd gesloopt in 1857/'58. De aansluitende brug werd vervangen door een brug ter hoogte van het Westeinde / Van Woustraat. In 1859 startte de bouw van het Paleis voor Volksvlijt (in gebruik genomen in 1864) op de plaats van de afgebroken poort. Sinds 1968 staat hier De Nederlandsche Bank.